# Nan Huai-Chin
Nan Huai-Chin ou Nan Huaijin (18 mars 1918 - 29 septembre 2012) est un maitre laïc du bouddhisme chinois chan moderne. Il connaissait aussi le taoïsme et le confucianisme. Il compte au nombre des révivificateurs du bouddhisme en Chine. Il a écrit une trentaine de livres.

## Éléments de biographie
Nan Huai-Chin est né en 1918 à Yueqing, dans le Zheijang. Très jeune, il s'engage dans la défense de la Chine, notamment lorsqu'elle entre, en 1936, en guerre avec le Japon. En 1940, il est instructeur dans l'école militaire fondée à Chengdu par Tchang-Kaï-Check. En 1942, il fait un séjour au Lingyansi, temple important de la secte chan, et il y rencontre Yuan Huanxian (1887-1967) avec un maître chan qui jouera un rôle essentiel dans sa vie. L'année suivante, Yuan Huanxian fonde à Chengdu l'Ermitage de Vimalakîrti, et il organise des sessions intensives de méditation et d'enseignement. C'est au cours de l'une d'elles que Nan Huai-Chin aurait connu l'éveil (bodhi); il a alors 25 ans. Suit alors une retraite de trois ans dans le Sichuan, au mont Emei.
Il se déplace ensuite dans le Sud de la Chine, en fonction de l'évolution de la situation politique. En 1949, il choisit de suivre Tchang-Kaï-Check à Taïwan, où il émigre avec sa famille,. Pour gagner sa vie, il écrit des textes de vulgarisation sur le bouddhisme chan et la culture traditionnelle. Ces travaux lui valent bientôt le respect des milieux académiques et politiques ainsi que dans le grand public.
Il devient très bon connaisseur des classiques du confucianisme et milite pour les réintroduire dans la formation scolaire. Bientôt, il est reconnu en Chine comme un maître des études chinoises. En 1988, il s'installe à Hong Kong, avant de revenir dans la province du Zhejiang d'où il est originaire. Il donne des conférences et travaille aussi dans des projets d'investissement (il avait aussi fait des études en économie politique) pour développer la Chine.
En 2000, il décide d'ouvrir un grand centre d'enseignement entre Suzhou et Shangai, au bord du lac Taihu, l'Académie de la Grande Étude du lac Taihu, dont la construction est terminée en 2006. C'est là qu'il donnera ses premiers enseignements en Chine, la même année.
Il meurt le 29 septembre 2012, à l'âge de 94 ans à Miaogang, près du lac Taihu.

## Œuvre
Nan Huai-Chin est l'auteur d'une quarantaine d'ouvrages qu'il destine à un public large, issu de toutes les classes de la société, de la politique, de la médecine traditionnelle, du bouddhisme et du taoïsme.

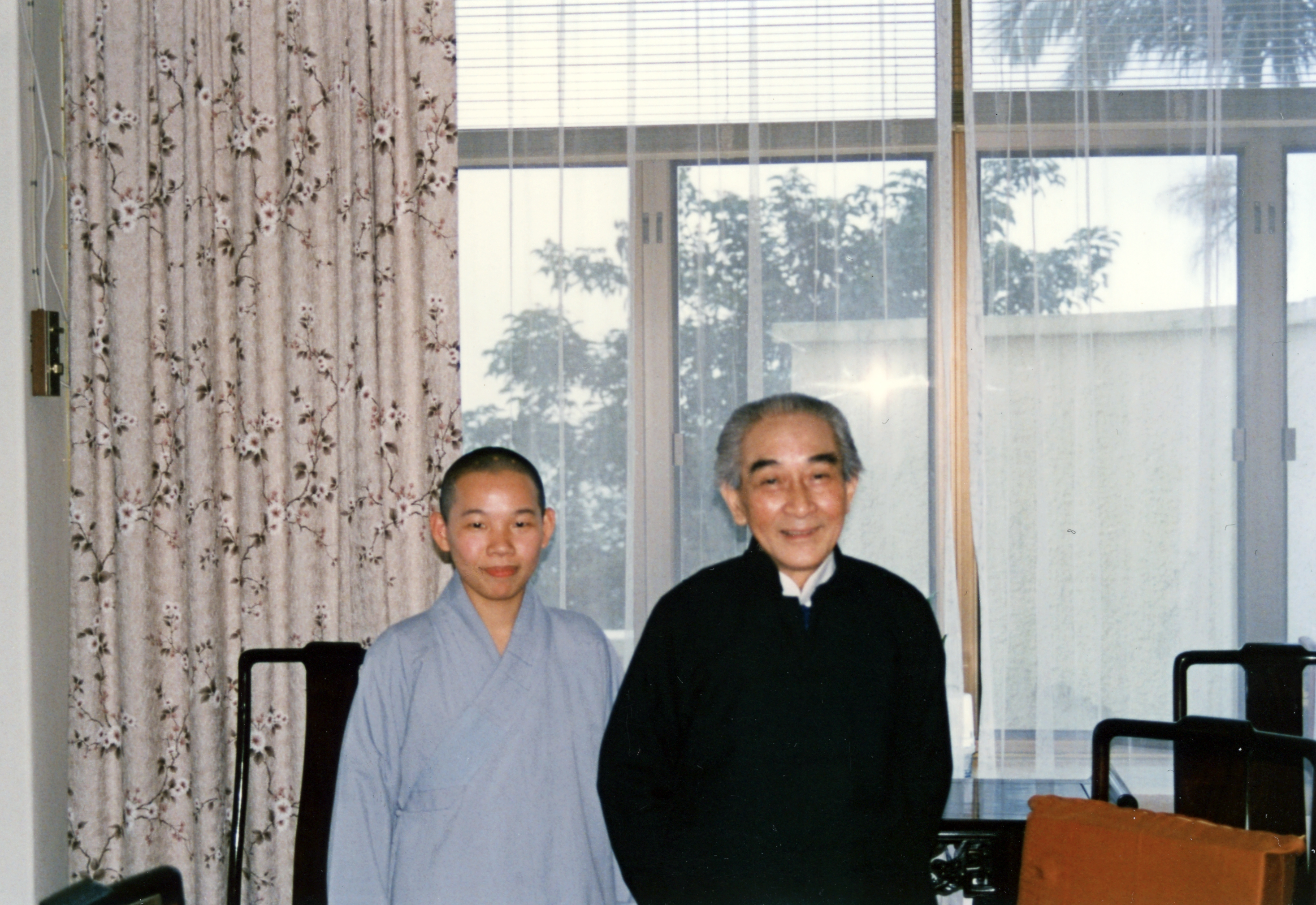
Nan Huai-Chin dans ses dernières années avec un étudiant.

Il écrit plusieurs commentaires, en chinois vernaculaire afin qu'ils soient accessibles au plus grand nombre, de grands textes du bouddhisme et du chan, comme le Lankâvatâra sûtra, le Shurângama Sûtra, le Sûtra du Diamant, du Sûtra du Bouddha de la médecine... Cependant, la plupart de ses ouvrages sont des publications de ses enseignements pris en note par ses disciples.

## Jugements
Selon Goossaert et Palmer, « [s]a figure, bien qu'exceptionnelle par le respect qu'elle suscite, est typique du maître à penser moderne urbain, brouillant les frontières entre les répertoires académique, politique, idéologique et spirituel. »
Catherine Despeux relève qu'il avait la réputation d'être un des grands maîtres chan contemporains.

#### Traductions en français
- Yi King. Sagesse et santé, (trad. Jean-Claude Dubois et al., préface de Catherine Despeux), Paris, Guy Trédaniel, 1995.
- L'Expérience de l'éveil, Paris, Seuil, coll. « Sagesses », 1998. [Lire recension in Revue de Théologie et de Philosophie, 1998, vol. 130, n° III, p. 348-349 (page consultée le 8 février 2025)]
- Le Sûtra du cœur  (trad. du chinois et présenté par Catherine Despeux), Paris, Les Deux Océans, 2014, 157 p. (ISBN 978-2-866-81188-4).

#### Sources
- Site consacré à Nan-Huai-Chin. « http://www.ic.sunysb.edu/Clubs/buddhism/nhj/ »(Archive.org • Wikiwix • Archive.is • Google • Que faire ?)
- Site de l'Union Bouddhiste de France.